# Індастрі (Пенсільванія)
Індастрі (англ. Industry) — місто (англ. borough) в США, в окрузі Бівер штату Пенсільванія. Населення — 1838 осіб (2020).

## Географія
Індастрі розташоване за координатами 40°39′25″ пн. ш. 80°24′39″ зх. д. / 40.65694° пн. ш. 80.41083° зх. д. (40.656830, -80.410966).  За даними Бюро перепису населення США в 2010 році місто мало площу 28,43 км², з яких 26,25 км² — суходіл та 2,18 км² — водойми.

## Демографія
Згідно з переписом 2010 року, у селищі мешкало 1835 осіб у 761 домогосподарстві у складі 556 родин. Густота населення становила 65 осіб/км².  Було 812 помешкання (29/км²).
Расовий склад населення:
| - 96,7 % — білих - 1,5 % — чорних або афроамериканців - 0,5 % — азіатів - 0,1 % — вихідців з тихоокеанських островів - 0,1 % — корінних американців |

До двох чи більше рас належало 1,0 %. Частка іспаномовних становила 1,4 % від усіх жителів.
За віковим діапазоном населення розподілялося таким чином: 18,7 % — особи молодші 18 років, 63,4 % — особи у віці 18—64 років, 17,9 % — особи у віці 65 років та старші. Медіана віку мешканця становила 45,4 року. На 100 осіб жіночої статі у селищі припадало 95,6 чоловіків;  на 100 жінок у віці від 18 років та старших — 94,4 чоловіків також старших 18 років.
Середній дохід на одне домашнє господарство  становив 63 827 доларів США (медіана — 57 586), а середній дохід на одну сім'ю — 69 855 доларів (медіана — 65 331). Медіана доходів становила 45 000 доларів для чоловіків та 33 750 доларів для жінок. За межею бідності перебувало 8,3 % осіб, у тому числі 8,0 % дітей у віці до 18 років та 9,6 % осіб у віці 65 років та старших.
Цивільне працевлаштоване населення становило 919 осіб. Основні галузі зайнятості: освіта, охорона здоров'я та соціальна допомога — 20,7 %, виробництво — 13,7 %, транспорт — 12,6 %.